# Мильковщина (Гродненский район)
Мильковщина (бел. Мі́лькаўшчына) — деревня в Гродненском районе Гродненской области Республики Беларусь. В составе Скидельского сельсовета.

## География
Через деревню пролегает автомобильная дорога Н-6002.

## История
Первое упоминание о поселении относится к 1558 году.
С 1905 года в Каменской волости Гродненского уезда Гродненской губернии.
Основная достопримечательность населенного пункта – Покровская церковь, построенная в 1904 году в стиле эклектики. Церковь построена из красного кирпича. Храм был возведён генерал-лейтенантом (в дальнейшем — генералом от кавалерии) Константином Антоновичем Ширмой, тогдашним хозяином поместья. После смертигенерала похоронили возле церкви. В советские годы храм был закрыт и использовался под хозяйственные нужды. Затем церковь восстановили и сейчас храм находится в прекрасном состоянии и является архитектурным памятником начала XX века. Надгробие генерала Ширмы в 2015 году был воссоздано по инициативе настоятеля. 
В Мильковщине в 1841 году родилась известная писательница и публицистка Элиза Ожешко. Элиза провела здесь свое детство и приехала в родную деревню после восстания 1863-1864 гг. Родовое поместье, где родилась Элиза, не сохранилось, остались лишь фрагменты парка. В местной школе организован музей, посвящённый жизни Элизы Ожешко.

## Население

### Численность
- 2019 год — 200 жителей

### Динамика
- 1905 год — 226 жителей (деревня Мильковщизна); 10 жителей (имение Мильковщизна)[3]
- 1999 год — 308 жителей (перепись населения)
- 2009 год — 263 жителей (перепись населения)[3]
- 2019 год — 200 жителей (перепись населения)[5]

## Улицы
- Зелёная
- Кривлянская
- Луговая
- Молодёжная
- Ожешко
- Северная
- Центральная

## Культура
- Дом культуры
- Библиотека
- Литературно-краеведческий музей
- Музей Элизы Ожешко

## Достопримечательность
- Свято-Покровская церковь (1904—1908)[6] —  Историко-культурная ценность Республики Беларусь, шифр 413Г000196.
- Усадьба (XIX в.).
- Фрагменты католической часовни (XIX в.).
- Часовня-надгробие (XIX в.).
- Мемориальный знак на месте усадьбы Павловских, где родилась Элиза Ожешко.
- Кленовая аллея Элизы Ожешко.

### Утраченное наследие
- Фольварк
- Каплица

## Галерея

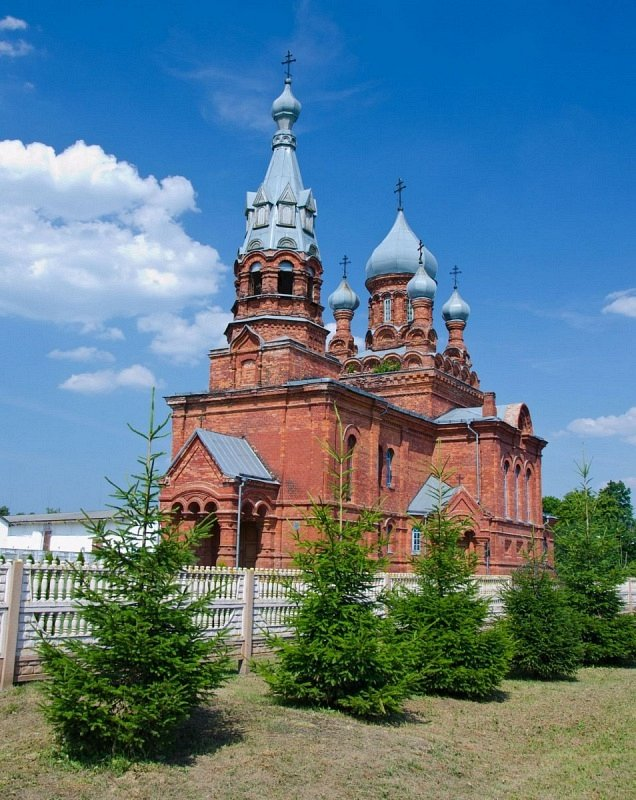
Свято-Покровская церковь
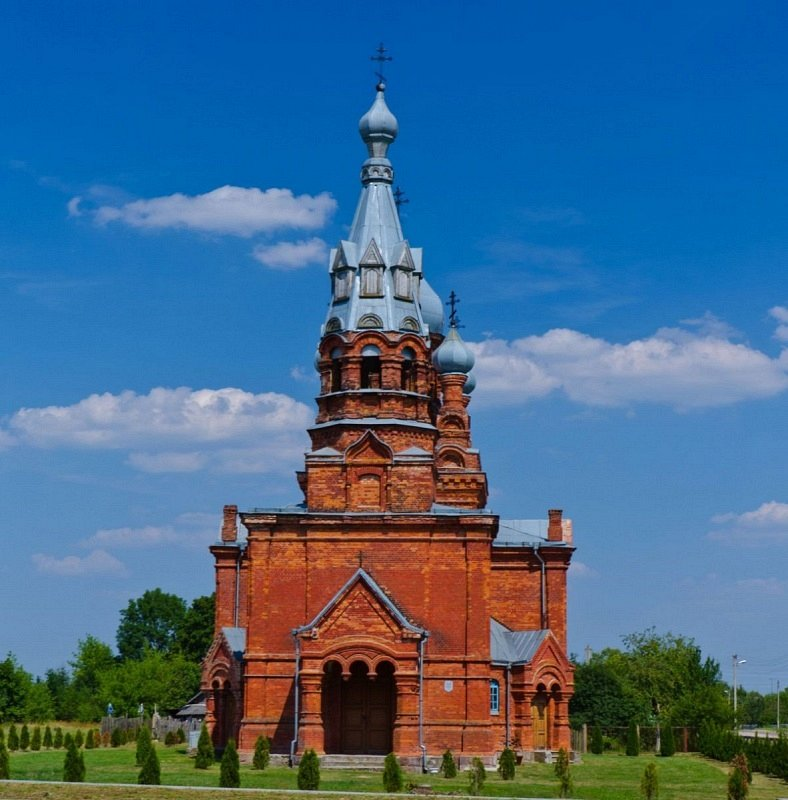
Свято-Покровская церковь
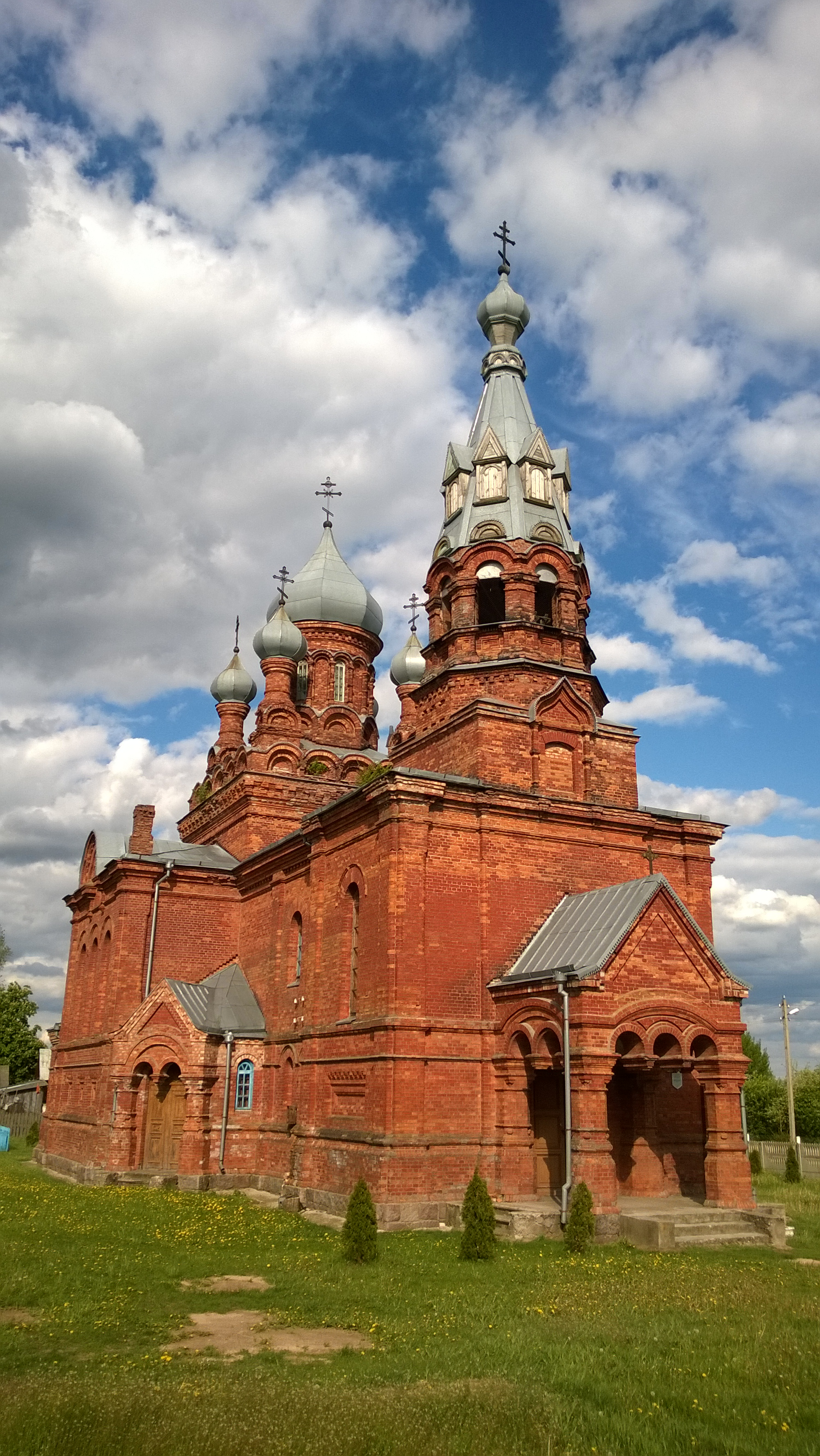
Свято-Покровская церковь
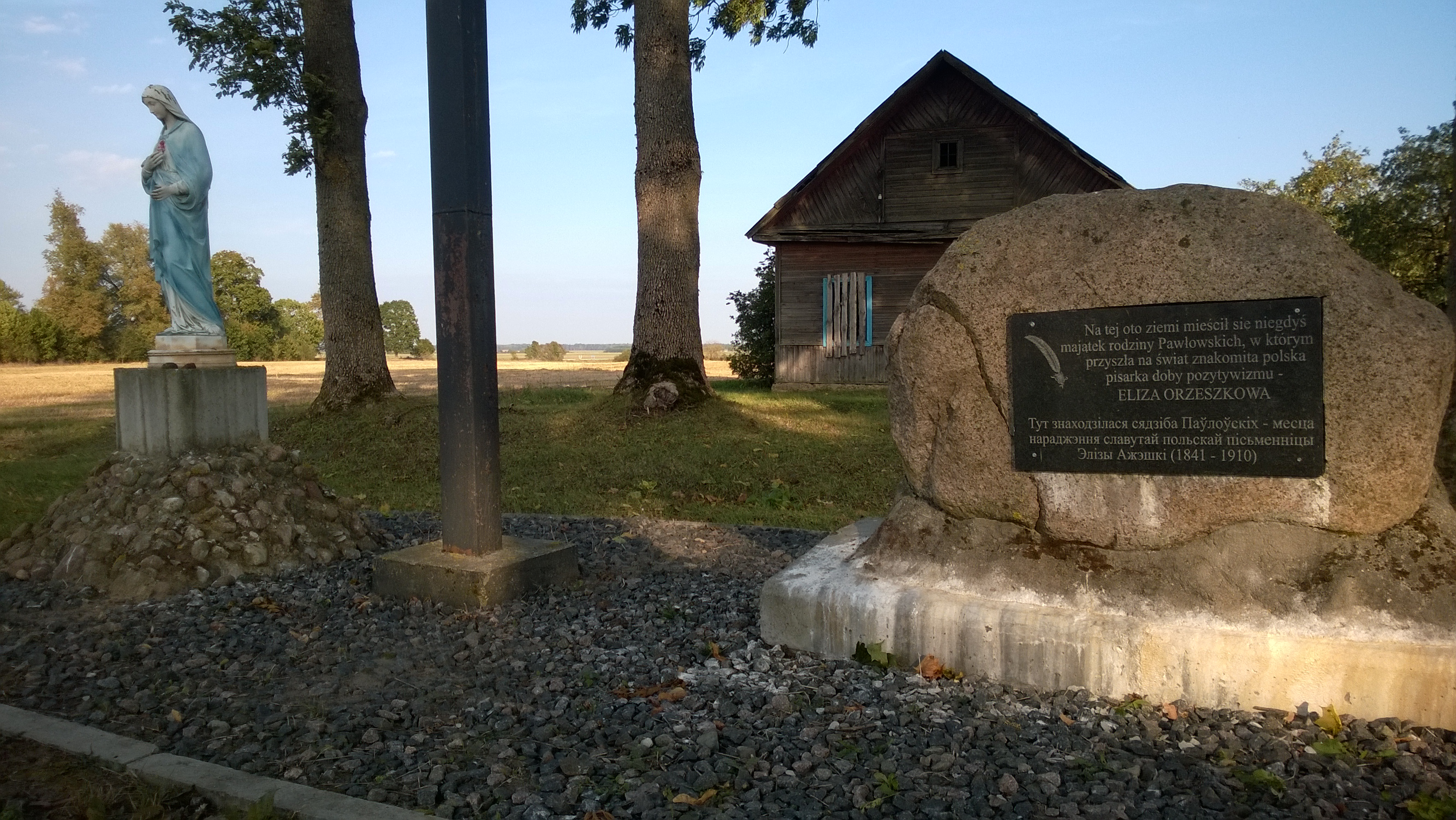
Мемориальный знак на месте усадьбы Павловских

## Известные лица
- Элиза Ожешко (1841—1910) — писательница.